# Georg Uno Persson
Georg Uno Persson, även känd som Georg U. Persson, född 12 december 1903 i Ronneby, död 3 februari 1976 i Bromma församling i Stockholm, var en svensk grafiker, tecknare och målare.
Han var son till fabrikören A.E. Persson och Hanna Ståhl samt från 1955 gift med Ellen Wiberg. Han studerade konst för Albert och Hjalmar Eldh vid Slöjdföreningens skola och vid Valands målarskola 1926-1928 som följdes upp med studieresor till Spanien och Frankrike. Tillsammans med Dagny Schönberg ställde han ut på Galeri Æsthetica 1953 och tillsammans med Bergliot von Dellwig och sin fru ställde han ut på Sturegalleriet 1958. Han medverkade i Göteborgs konstförenings Decemberutställning på Göteborgs konsthall 1948, vintersalongen på Färg och Form 1955 och i Sveriges allmänna konstförenings vårsalonger på Liljevalchs konsthall ett flertal gånger. Han tilldelades ett stipendium ur Kungafonden 1958. Hans konst består av stilleben, porträtt, figurer och landskapsskildringar utförda i oljefärg, akvarell, träsnitt eller i form av teckningar.